# Josep Soligó
Josep Soligó Tena (Barcelona, 4 de noviembre de 1910 -Barcelona, 8 de septiembre de 1994) fue un pintor, dibujante e ilustrador español, famoso por sus afiches, carteles y programas de mano de cine. Se le considera, junto a Jano y Mac, uno de los mejores cartelistas cinematográficos españoles de todos los tiempos. 

## Biografía
De familia humilde, tuvo que abandonar los estudios a los 14 años para trabajar en un taller de cerámica. Pronto destacó por su facilidad en dibujo, pintura y composición y se matriculó como nocturno en la Escuela de Bellas Artes de San Jorge, donde obtuvo sobresalientes y matrículas de honor en las asignaturas de Escultura, Dibujo y Pintura y Medalla de Oro al concluir su licenciatura. Tras empezar su carrera como pintor, en 1935 la casa Estudio Arte Fox lo contrató como cartelista litográfico; sin embargo, trabajó no solo para la Twenty Century Fox, sino que sus virtudes llamaron también la atención de la Paramount, para la que trabajó durante tres años, y otras distribuidoras. Así que la filial española de la gran productora de Hollywood Hispano Foxfilms le hizo un contrato en exclusiva en 1943, que podía quebrantar con distribuidoras que no le hicieran competencia, como Films Monogram o Emisora Films.
Su estilo en los carteles y programas de mano cinematográficos, partiendo de Josep Renau, llegó a ser muy característico: un cromatismo antirrealista explosivo, una desbordante imaginación, de intenso glamour; una atmósfera que siempre supera la realidad de la cinta. Los rostros de los actores aparecían coloridos, y aunque algunos protestaron por lo poco convencional que era para la época, su estilo era tan vivo, inspirado, sugerente y eficaz que su éxito fue incuestionable. A partir de 1951 y hasta 1956 el ilustrador rompió su exclusividad y trabajó también para la casa Rosa Films, produciendo una cuarentena de carteles.
Pero una ley a mediados de los cincuenta que restringía la entrada de filmes extranjeros para fomentar la producción nacional menguó los encargos de Soligó, y ante la crisis de las principales distribuidoras como Hispano Foxfilms llamó a otras puertas como Balart, ACE, Capitolio, CIC, E. Simó, etc. Aunque en 1961 Hispano Foxfilms renació, apostó esta vez por la técnica del offset, técnica que no gustaba a Saligó, quien prefería la litografía. Hizo sin embargo en offset Viaje al fondo del mar. De 1961 a 1970 solo hizo algunos trabajos para las casas CIC y ACE y se dedicó a la pintura en caballete hasta su fallecimiento en 1994. En su carrera paralela como pintor produjo retratos, y posteriormente bodegones y paisajes; en 1936 recibió varios premios, como el Art Modern, Saló de Barcelona o el Comte de Lavern de la Academia Catalana de Bellas Artes de Sant Jordi (1935) con un desnudo femenino de gran formato. En los años cuarenta su obra fue seleccionada en varias ediciones de la Exposición Nacional de Bellas Artes de Barcelona y realizó algunos stands de la Feria de muestras de Barcelona.
Compuso al menos 291 programas de mano de cine, muy valorados por los coleccionistas.